# 由利本荘市立出羽中学校
由利本荘市立出羽中学校（ゆりほんじょうしりつ でわちゅうがっこう）は、秋田県由利本荘市中舘にあった公立中学校。学校区は、旧大内町、北内越など。  

## 概要
由利本荘市北部、芋川と赤田川沿いを学区とした。2015年（平成27年）に旧由利本荘市立大内中学校と統合した。統合後、校舎敷地は大内中学校が使用している。出羽中校名廃止で旧国名を冠している中学校は、県内で、羽城中学校、羽後中学校のみとなった。
- 敷地面積：40,131m2
- 校舎面積：3,662.6m2
- 屋内運動場面積：1,820.34m2
- 屋外運動場面積: 19,591m2

## 沿革
以下、注釈の無い項目は学校の公式サイトの情報によるもの。
- 1947年（昭和22年） - 北内越村立北内越中学校、岩谷村立岩谷中学校設立。
- 1950年（昭和25年） - 岩谷村北内越村組合立出羽中学校に改名。
- 1951年（昭和26年） - 新校舎竣工、記念運動会実施。
- 1952年（昭和27年） - 組合教育委員会設立。
- 1954年（昭和29年） - 本荘市、岩谷村の中学校組合が成立、組合立出羽中学校と改称。
- 1956年（昭和31年） - 本荘市、大内村の中学校組合が成立、組合立出羽中学校と改称。
- 1958年（昭和33年） - 完全学校給食開始、本荘市大内村中学校組合立出羽中学校と改称。
- 1962年（昭和37年） - 県教委指定「道徳教育」公開研究会。
- 1964年（昭和39年） - 特殊学級設置。
- 1965年（昭和40年） - 中学校組合解散、大内村立出羽中学校と改称。
- 1967年（昭和42年） - 新学制施行20周年記念式典挙行。
- 1968年（昭和43年） - 出羽中学校体育振興会結成。
- 1970年（昭和45年）
  - 4月1日 - 町制施行により大内町立出羽中学校と改称。
  - 大内町研究指定校
- 1973年（昭和48年） - 学校経営研究会。
- 1974年（昭和49年） - 郡市学校給食研究会。
- 1976年（昭和51年） - 新学制施行30周年記念式典挙行。
- 1985年（昭和60年） - 第18回県進路指導研究大会。
- 1986年（昭和61年） - 文部省産業教育開発協力校に指定される。
- 1987年（昭和62年） - 新校舎落成、定礎式、入校式挙行[4]。
- 1988年（昭和63年） - 大内・岩城地区指定公開研究会。
- 1989年（平成元年） - 創立40周年記念式典挙行。
- 1990年（平成2年） - NHKラジオ体操全国放送会場。
- 1991年（平成3年） - 全県植樹祭式典会場。
- 1992年（平成4年） - 大内・岩城地区指定公開研究会。
- 1995年（平成7年） - 野球雨天練習場完成。
- 1996年（平成8年） - 大内・岩城地区指定公開研究会。
- 1998年（平成10年） - 「心の教室相談員」配置。
- 1999年（平成11年） - 創立50周年記念式典挙行。
- 2001年（平成13年） - 生徒会より社会福祉協議会に電動式介護用ベッド寄贈。
- 2002年（平成14年） - 校旗掲揚用ポール屋上に設置。
- 2005年（平成17年）
  - 3月22日 - 大内町が本荘市・由利郡岩城町・由利町・西目町・東由利町・矢島町・鳥海町と合併、由利本荘市誕生に伴い由利本荘市立出羽中学校と改称。
  - 生徒会より社会福祉協議会に車椅子等寄贈。
- 2006年（平成18年）
  - 屋外部室新築、グラウンド大規模改修。
  - 生徒会より社会福祉協議会に歩行補助器寄贈。
- 2008年（平成20年） - 文部科学省「学校支援地域本部事業」委嘱。
- 2009年（平成21年） - 創立60周年式典挙行。
- 2014年（平成26年）11月23日 - 閉校記念式典挙行。
- 2015年（平成27年） - 旧由利本荘市立大内中学校と統合のため、閉校。

## 校章
- 校章のページを参照。
- 1951年（昭和26年）4月1日校章制定
- 校章のデザインについて
  - 図案 - 伊藤高順（長谷寺住職）
  - 校正 - 勝平得之（秋田市版画家）
  - 校章の表す意味について
    - 鷹は飢えても穂を摘まずの言葉にあるように、どんなに困っても、不正なものを受け取ったりしない。自分の正しいと信ずる立場を固く守り、賢明で正しい判断力を持ち、道理に明るく、物事に怯まず、初心を貫徹する鷹の優秀性、徳性を表している校章である。
    - 「鷹の羽の上下に３本ずつの太い線しかないのが本来の校章である。その図案に更に細かい線が入っているものは、女子の制服の左腕につけるワッペン用にするために、私が描き加えたものである。」(旧職員田口洋談)

## 校歌
- 校歌のページを参照。
- 作詞 - 竹内瑛二郎
- 作曲 - 信時潔

## 生徒数・学級数
| 年度               | 男子 | 女子 | 計  | 増減 | 学級数 | 増減 | 備考           |
| ------------------ | ---- | ---- | --- | ---- | ------ | ---- | -------------- |
| 1965（昭和40）年度 | 不明 | 不明 | 406 |      | 11     |      |                |
| 1970（昭和45）年度 | 不明 | 不明 | 322 | -84  | 10     | -1   |                |
| 1975（昭和50）年度 | 不明 | 不明 | 229 | -93  | 7      | -3   |                |
| 1980（昭和55）年度 | 不明 | 不明 | 194 | -35  | 7      | 0    |                |
| 1985（昭和60）年度 | 不明 | 不明 | 164 | -30  | 7      | 0    |                |
| 1990（平成2）年度  | 不明 | 不明 | 182 | +18  | 6      | -1   |                |
| 1991（平成3）年度  | 不明 | 不明 | 187 | +5   | 6      | 0    |                |
| 1992（平成4）年度  | 不明 | 不明 | 190 | +3   | 6      | 0    |                |
| 1993（平成5）年度  | 不明 | 不明 | 169 | +9   | 6      | 0    |                |
| 1994（平成6）年度  | 不明 | 不明 | 166 | -3   | 6      | 0    |                |
| 1995（平成7）年度  | 不明 | 不明 | 155 | -11  | 6      | 0    |                |
| 1996（平成8）年度  | 不明 | 不明 | 165 | +10  | 6      | 0    |                |
| 1997（平成9）年度  | 不明 | 不明 | 169 | +4   | 6      | 0    | 創立50周年     |
| 1998（平成10）年度 | 不明 | 不明 | 154 | -15  | 5      | -1   |                |
| 1999（平成11）年度 | 不明 | 不明 | 150 | -4   | 5      | 0    |                |
| 2000（平成12）年度 | 不明 | 不明 | 148 | -2   | 5      | 0    |                |
| 2001（平成13）年度 | 不明 | 不明 | 166 | +18  | 6      | +1   |                |
| 2002（平成14）年度 | 不明 | 不明 | 172 | +6   | 6      | 0    |                |
| 2003（平成15）年度 | 99   | 76   | 175 | +3   | 6      | 0    |                |
| 2004（平成16）年度 | 99   | 79   | 178 | +3   | 6      | 0    |                |
| 2005（平成17）年度 | 89   | 77   | 166 | -12  | 6      | 0    | 由利本荘市誕生 |
| 2006（平成18）年度 | 85   | 77   | 162 | -6   | 6      | 0    |                |
| 2007（平成19）年度 | 77   | 69   | 146 | -16  | 6      | 0    | 創立60周年     |
| 2008（平成20）年度 | 74   | 66   | 140 | -6   | 6      | 0    |                |
| 2009（平成21）年度 | 68   | 64   | 132 | -8   | 6      | 0    |                |
| 2010（平成22）年度 | 70   | 61   | 131 | -1   | 5      | -1   |                |
| 2011（平成23）年度 | 66   | 56   | 121 | -10  | 4      | -1   |                |
| 2012（平成24）年度 | 61   | 46   | 107 | -14  | 4      | 0    |                |
| 2013（平成25）年度 | 58   | 45   | 103 | -4   | 4      | 0    |                |
| 2014（平成26）年度 | 57   | 44   | 101 | -3   | 5      | +1   | 閉校           |

## 部活動
- 野球部
- バスケットボール部
- バレーボール部
- 科学部

## 進学前小学校
- 由利本荘市立岩谷小学校（由利本荘市岩谷町字十二柳2）
- 由利本荘市立北内越小学校（由利本荘市内越字中の目209）

## アクセス

### 鉄道
- 最寄駅は岩谷町字川端にあるJR東日本羽越本線の羽後岩谷駅。

### バス
- 最寄りバス停は羽後交通岩谷線の出羽中学校入口。

## 著名出身者
- 山内美加 (バレーボール選手)
- 伊藤秀志 (歌手)
- 津雲優 (歌手)

## 学区内周辺

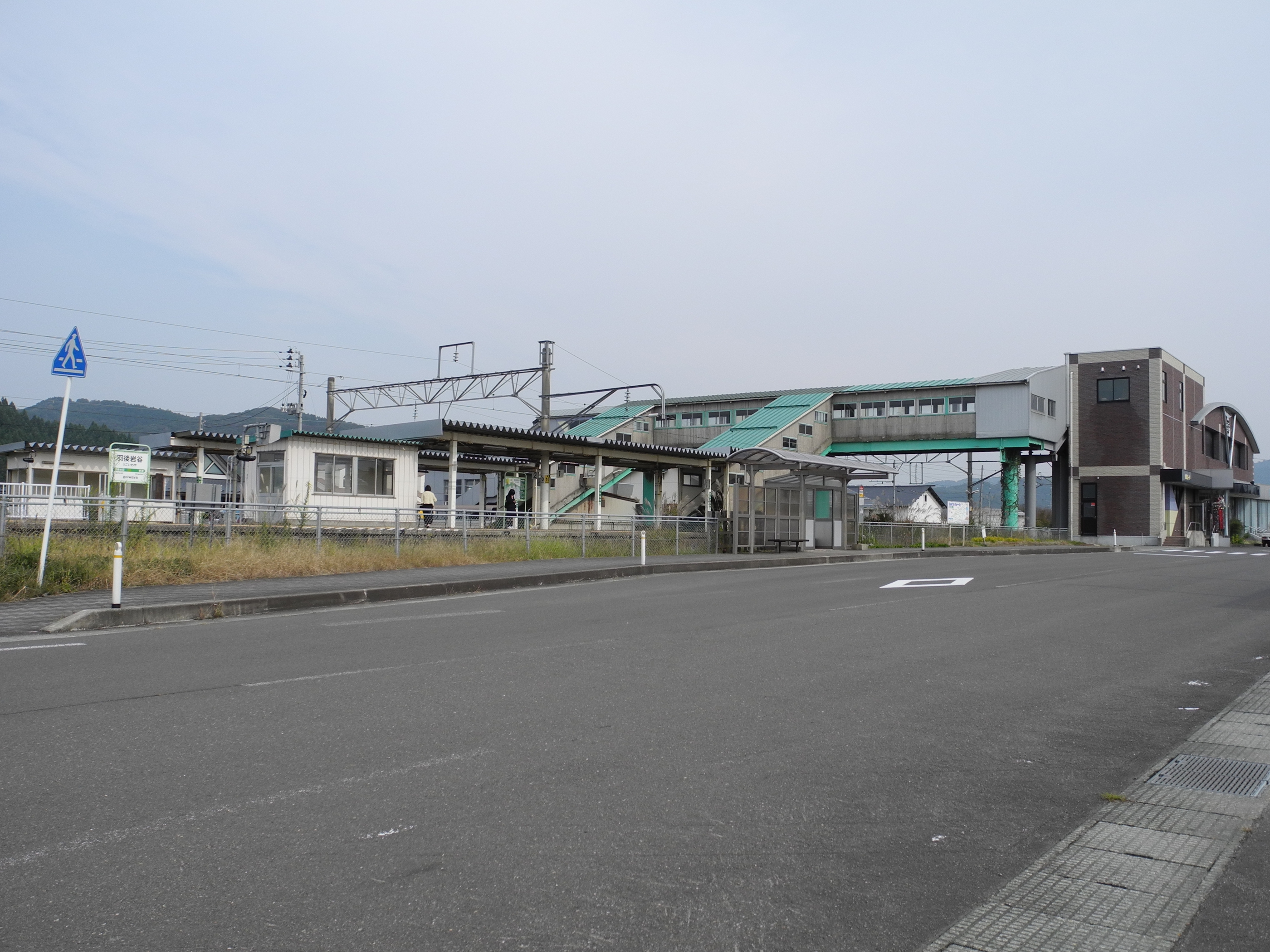
羽後岩谷駅
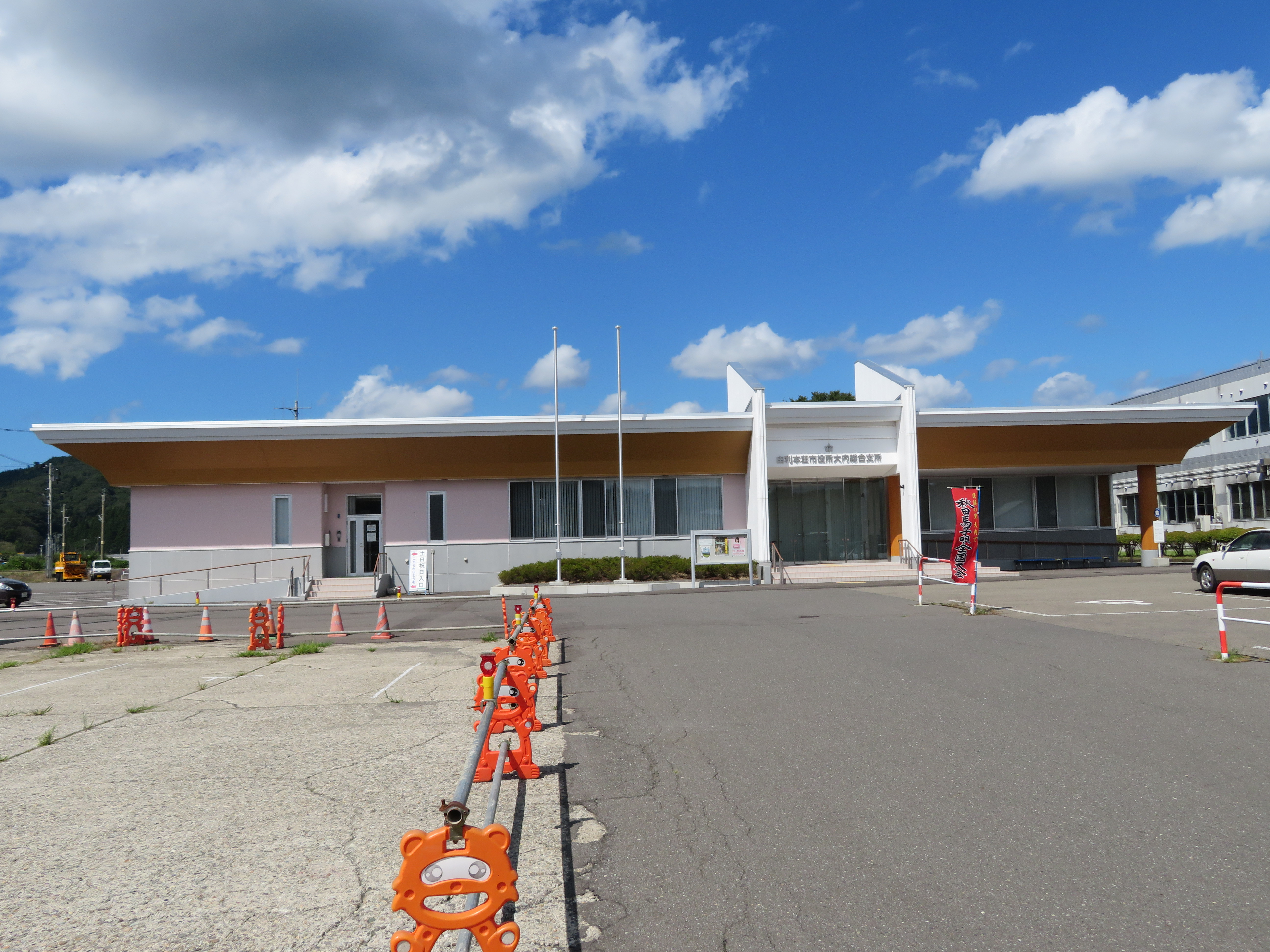
由利本荘市大内総合支所庁舎
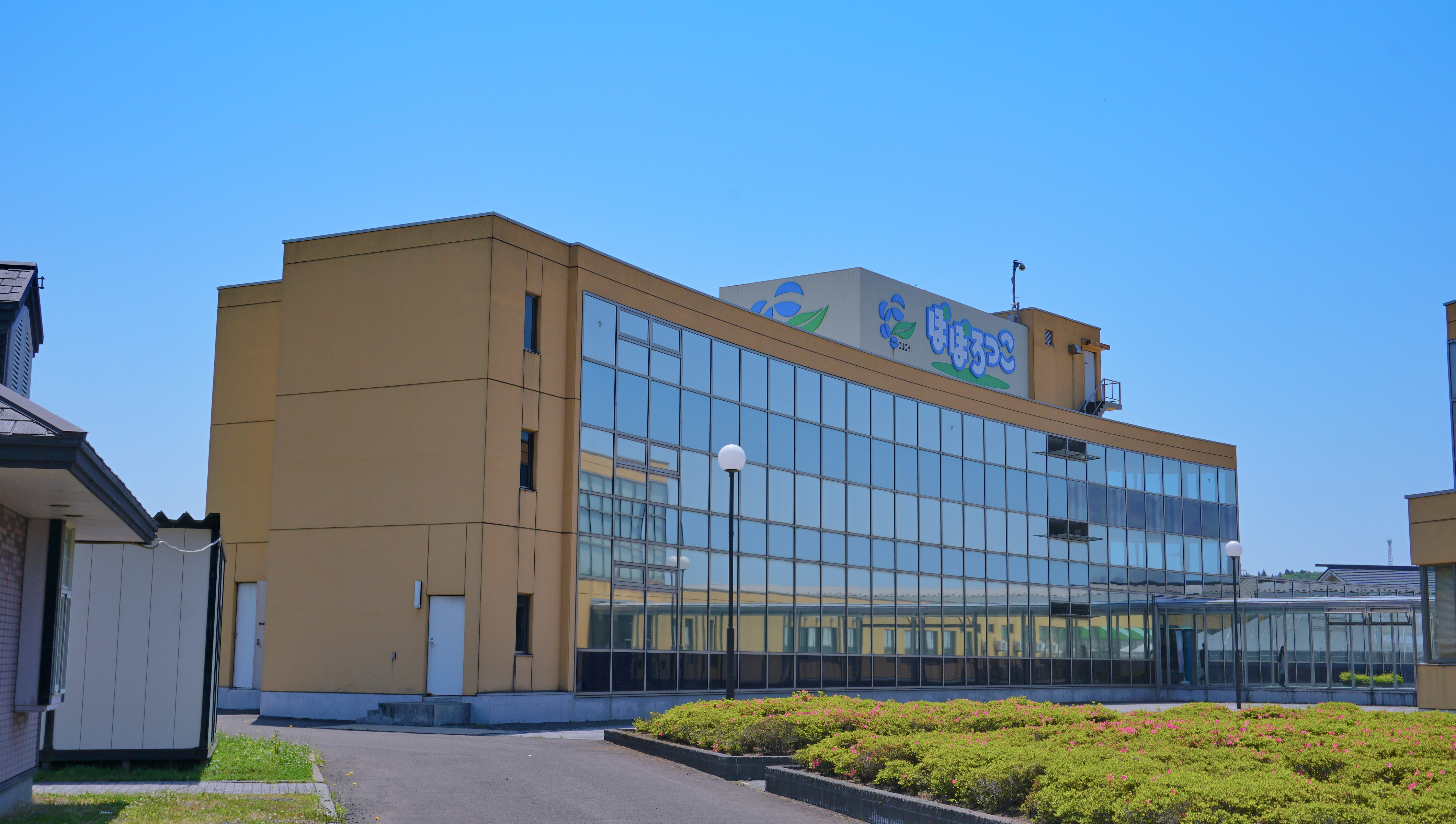
ぽぽろっこ
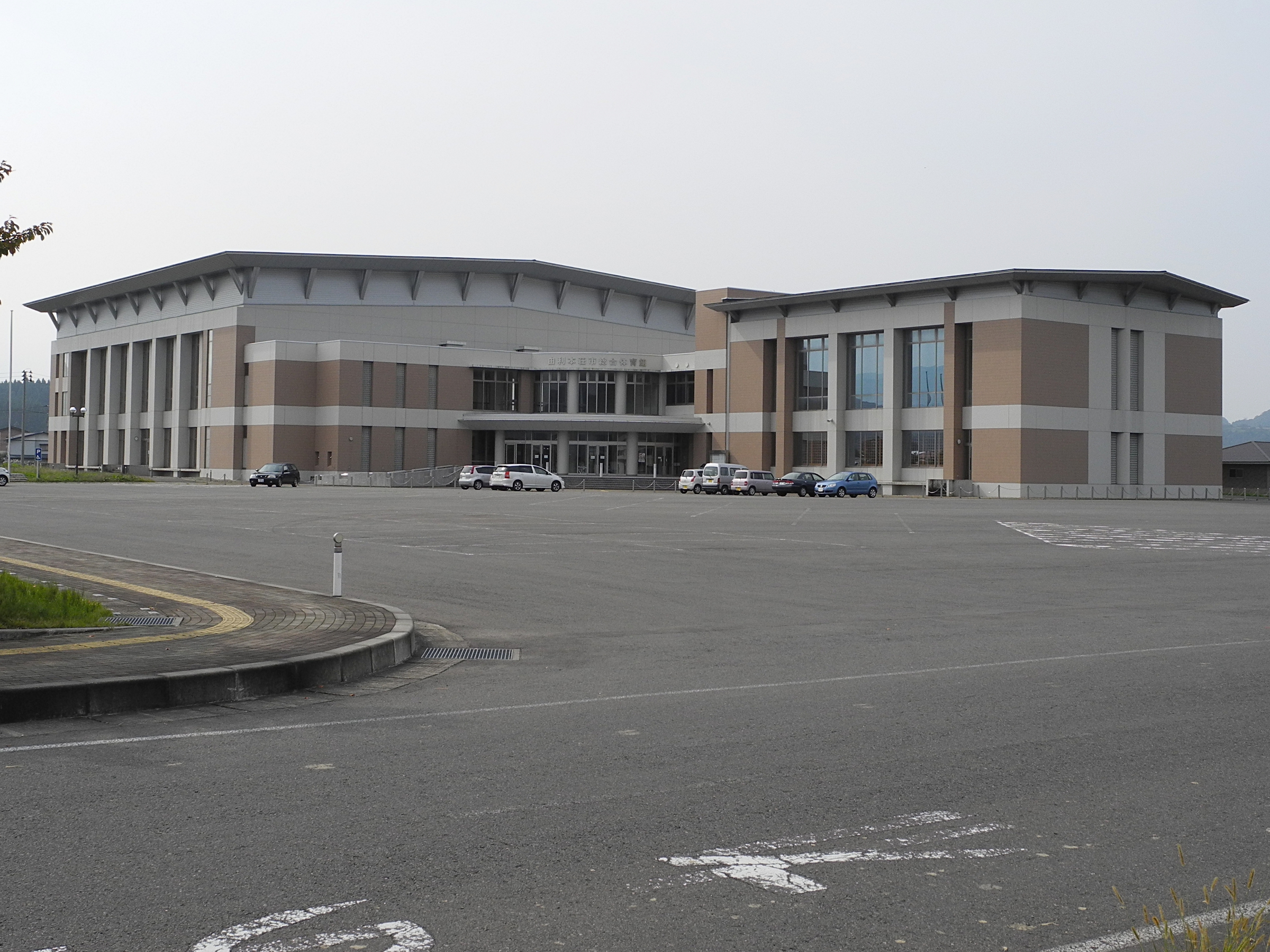
由利本荘市総合体育館(石脇のアリーナとは異なります、通称岩谷体育館)
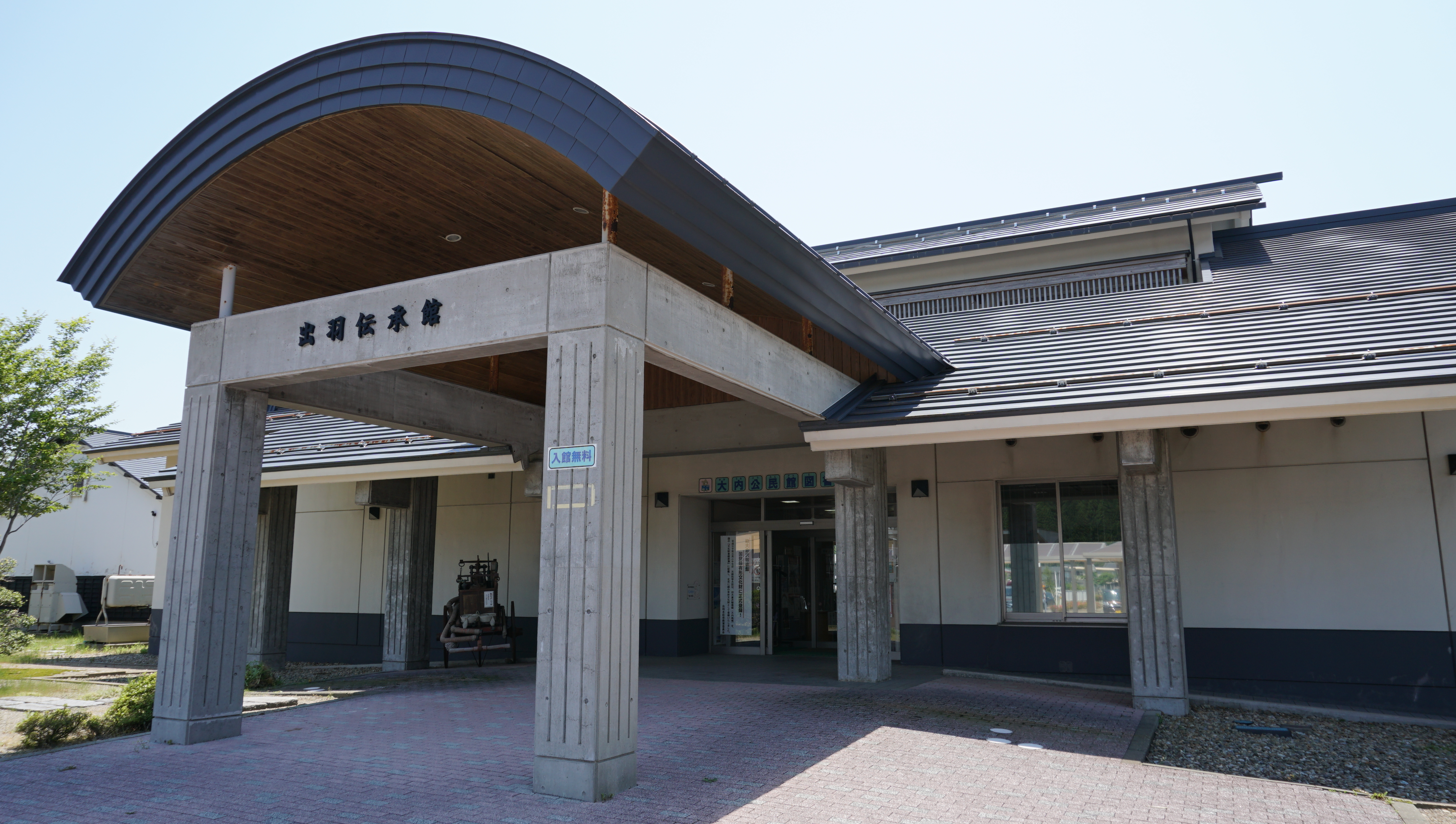
出羽伝承館
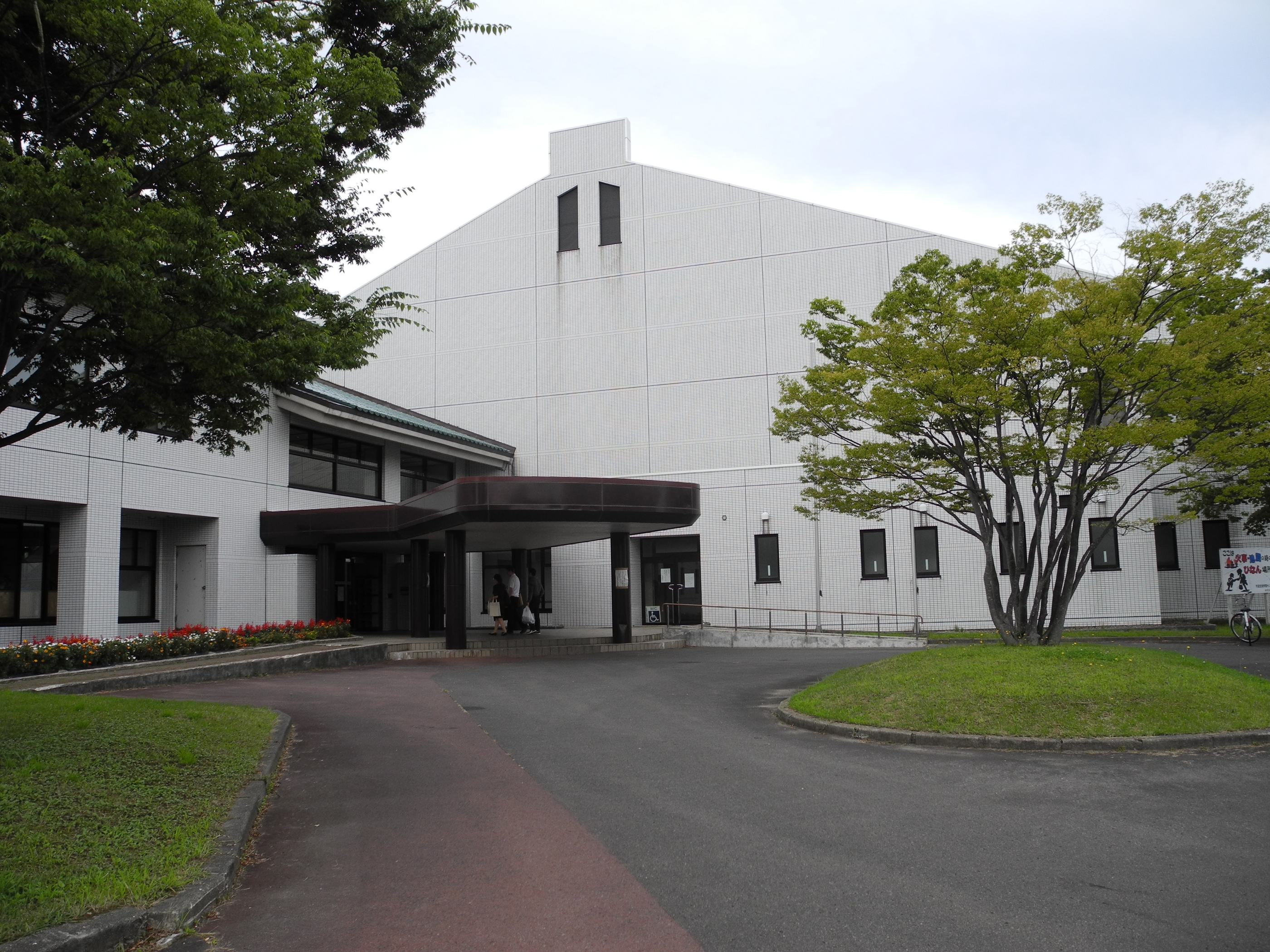
由利本荘市市民交流学習センター
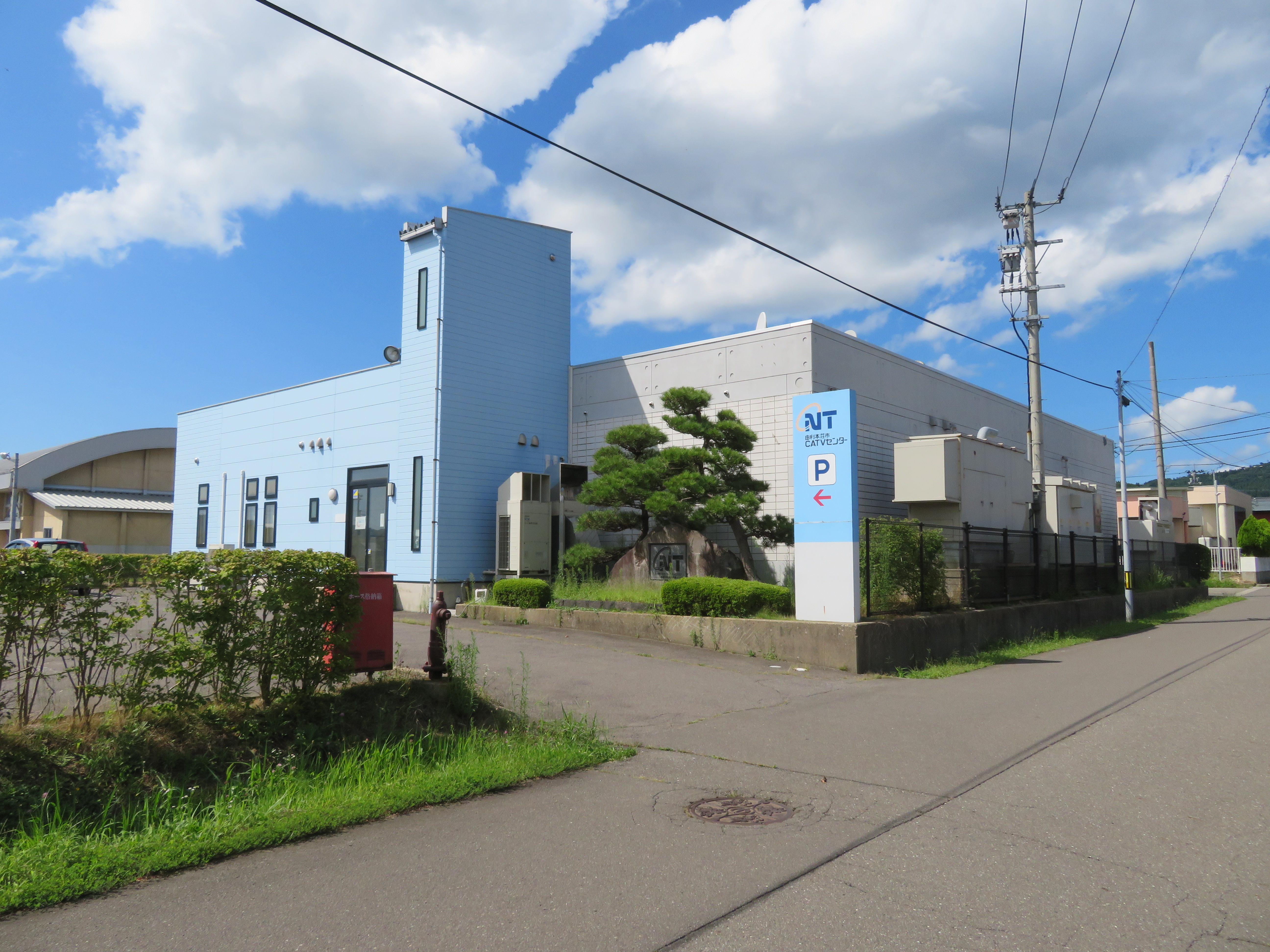
由利本荘市ＣＡＴＶセンター
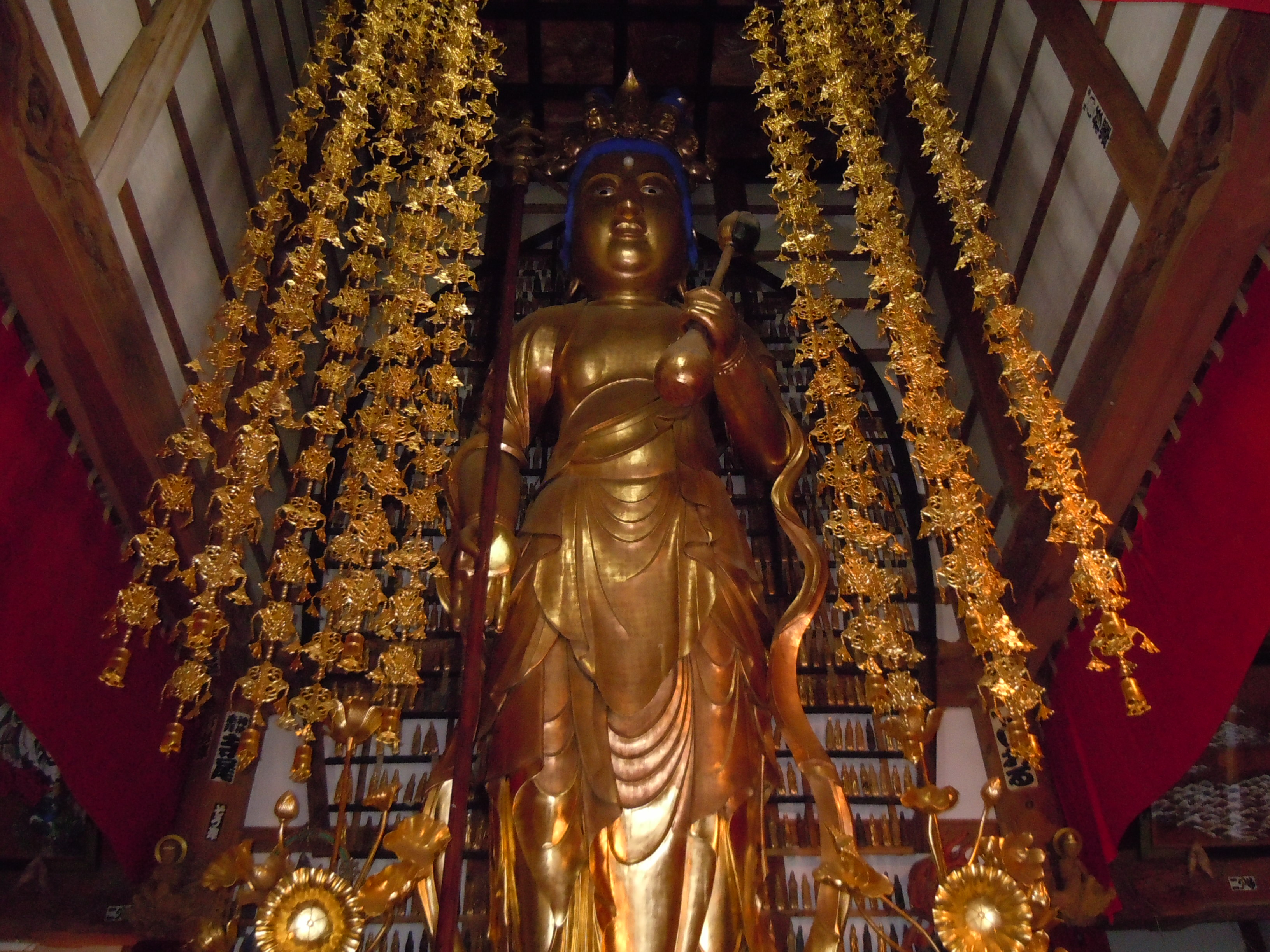
赤田の大仏

## ギャラリー

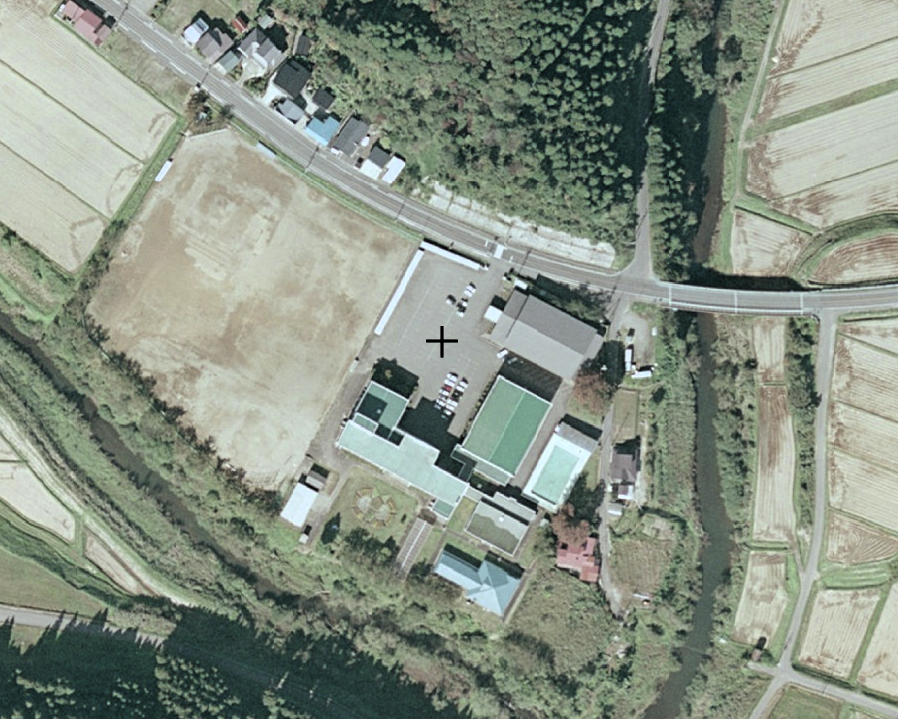
2011年撮影の旧大内中学校（現大内小学校校舎）